# Stola (indumento)

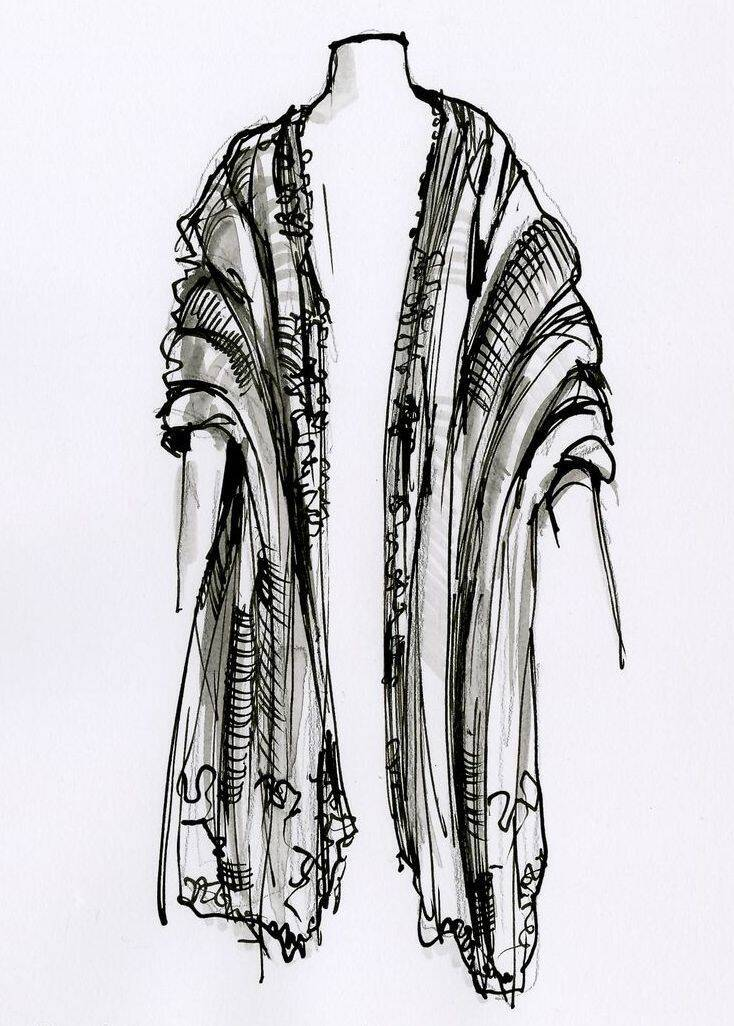
Disegno di una stola aperta

La stola è un'ampia veste di lana lunga fino ai piedi e stretta da una cintura. In epoca tardo-repubblicana era usata dalle donne come abito per uscire, spesso ricoperto dalla palla, un ampio mantello che copriva le spalle e se necessario anche la testa. Questa stola faceva parte dell'indumento della donna, cioè la tunica, formata dalla stola, come detto prima, e dalla palla, cioè un mantello che poteva essere variegato e di tanti colori